# Tal Bruttmann
Tal Bruttmann, né le 7 février 1972, est un historien français. Il est spécialiste de la Shoah et de l'antisémitisme en France au XXe siècle et pendant le régime de Vichy.

## Biographie
En 1999, il publie son premier article significatif dans le catalogue de l'exposition « Journal d'un cinéaste amateur 1934-1944 » (archives départementales de l'Isère), sous le titre « L'École des cadres de la Milice d'Uriage : les chevaliers du Maréchal ». Il y analyse un film amateur montrant les seules images connues de la Milice iséroise, découvert par Arnaud Ragon, concepteur et réalisateur de l'exposition.
Il dirige de 2001 à 2011 les travaux scientifiques de recherches pour la commission d'enquête de la ville de Grenoble sur les spoliations des juifs de leurs biens en Isère durant la Seconde Guerre mondiale. Il est également membre de la Fondation pour la mémoire de la Shoah.
Tal Bruttmann publie en 2003 La Logique des bourreaux. L'ouvrage, préfacé par l'historienne Annette Wieviorka, trouve son origine dans le dépouillement systématique des archives de l'Isère pour la période, et s'attache à reconstituer l'organisation et la mise en œuvre sur le terrain de l'extermination des Juifs par le Sicherheitsdienst de Grenoble (SD, service de la sécurité du Reichsführer-SS, service de renseignement et de maintien de l'ordre de la SS) et met notamment en lumière l'action d'Aloïs Brunner et des militants de l'ultra-collaboration.
Avec Au bureau des affaires juives : L'Administration française et l'application de la législation antisémite publié aux éditions La Découverte en 2006, l'historien étudie l'élaboration du statut des juifs par le gouvernement de Vichy et sa mise en œuvre par l'administration. Il constate que l'administration française, dans la pratique, appliqua avec zèle la législation antisémite mise en place sous le régime de Vichy. En 2006 paraît également un ouvrage coécrit avec l'historien Laurent Joly, La France antijuive de 1936 : L’Agression de Léon Blum à la chambre des députés, aux Éditions des Équateurs, réédité aux éditions du CNRS.
Tal Bruttmann participe à la commission Mémoire et transmission de la Fondation pour la mémoire de la Shoah.
En 2020, il est conseiller historique pour le documentaire Ravensbrück : Le Camp oublié, réalisé par Aurélie Chaigneau. En 2023, il co-signe avec Stefan Hördler et Christoph Kreutzmüller Un album d'Auschwitz. Comment les nazis ont photographié leurs crimes aux éditions du Seuil.

## Publications
- Tal Bruttmann (préf. Annette Wieviorka), La Logique des bourreaux : 1943-1944, Hachette Littératures, 2003, 414 p. (ISBN 978-2-01-235646-7).
- Tal Bruttmann (dir.), Commission d'enquête de la ville de Grenoble sur les spoliations des biens de juifs, Persécutions et spoliations des Juifs pendant la Seconde Guerre mondiale, Résistances, Presses universitaires de Grenoble, 2004.
- Tal Bruttmann, Au bureau des affaires juives : L'Administration française et l'application de la législation antisémite, 1940-1944, Paris, La Découverte, coll. « L'espace de l'histoire », 2006, 286 p. (ISBN 978-2-7071-4593-2, DOI 10.3917/dec.brutt.2006.01, présentation en ligne).
- Tal Bruttmann et Laurent Joly (préf. Michel Winock), La France antijuive de 1936 : L'Agression de Léon Blum à la chambre des députés, Sainte-Marguerite-sur-Mer, Éditions des Équateurs, 2006, 238 p. (ISBN 2-246-60831-7)Réédition : Tal Bruttmann et Laurent Joly (préf. Michel Winock), La France antijuive de 1936 : L'agression de Léon Blum à la Chambre des députés, Paris, CNRS Éditions, coll. « Biblis : histoire » (no 146), 2016, 238 p. (ISBN 978-2-271-09202-1, présentation en ligne).
- Tal Bruttmann (dir.), Laurent Joly (dir.) et Annette Wieviorka (dir.), Qu'est-ce qu'un déporté ? : Histoire et mémoires des déportations de la Seconde Guerre mondiale, Paris, CNRS Éditions, coll. « Seconde Guerre mondiale », 2009, 415 p. (ISBN 978-2-271-06827-9).
- Tal Bruttmann, Aryanisation économique et spoliations en Isère, 1940-1944, Grenoble, Presses universitaires de Grenoble, coll. « Résistances », 2010, 255 p. (ISBN 978-2-7061-1555-4).
- Tal Bruttmann, Auschwitz, Paris, La Découverte, coll. « Repères : histoire » (no 647), 2015, 122 p. (ISBN 978-2-7071-8522-8). Rééd. 2025.
- Tal Bruttmann et Christophe Tarricone, Les 100 mots de la Shoah, Paris, PUF, coll. « Que sais-je ? » (no 4031), 2016, 125 p. (ISBN 978-2-13-072964-8).
- (en) Claire Zalc et Tal Bruttmann (edt.), Microhistories of the Holocaust, New York, Berghahn (en), coll. « War and genocide » (no 24), 2017, 325 p. (ISBN 978-1-78533-366-8).
- Tal Bruttmann, Stefan Hördler et Christoph Kreutzmüller, Un album d’Auschwitz. Comment les nazis ont photographié leurs crimes, Paris, Seuil, 2023 (EAN 9782021491067).
- Tal Bruttmann, Antoine Grande et François Xavier Efix, Du sang dans la clairière. Mont-Valérien 1941-1944, éditions Ouest France, 2023 (ISBN 978-2737389375).